# Vol transatlàntic

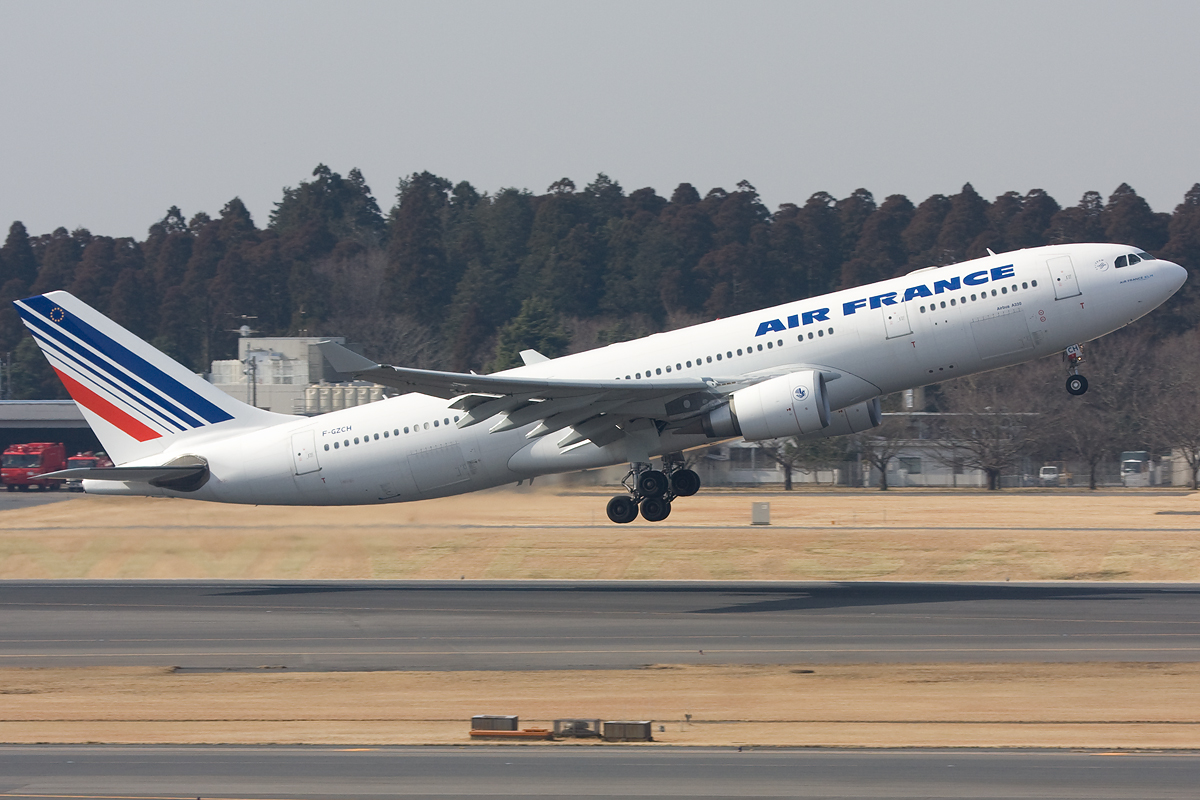
Aeronau d'Air France, típic avió transatlàntic.

Un vol transatlàntic és el vol, ja sigui d'un avió, un globus o qualsevol altre tipus d'aeronau, que inclogui travessar l'Oceà Atlàntic — començant des d'Amèrica del Nord o Amèrica del Sud i acabant a Europa o Àfrica, o viceversa.
Els problemes als que s'enfrontava l'aviació als inicis de la seva història incloïen la falta de fiabilitat dels primers motors, potència limitada per aixecar el combustible necessari per fer travessies tant llargues, la impossibilitat de volar en períodes prou llargs necessaris per travessar completament l'Atlàntic, la dificultat de navegar sobre aigües obertes de milers de quilòmetres, i l'impredictible i sovint violent clima de l'Atlàntic Nord. Els primers vols transatlàntics, tant en dirigible com en avió, es van realitzar l'any 1919, perfeccionant-se amb posterioritat. Avui en dia, els vols transatlàntics comercials són una rutina molt comuna. No obstant això els vols experimentals (en globus, avions petits, etc) encara presenten desafiaments.

## Història

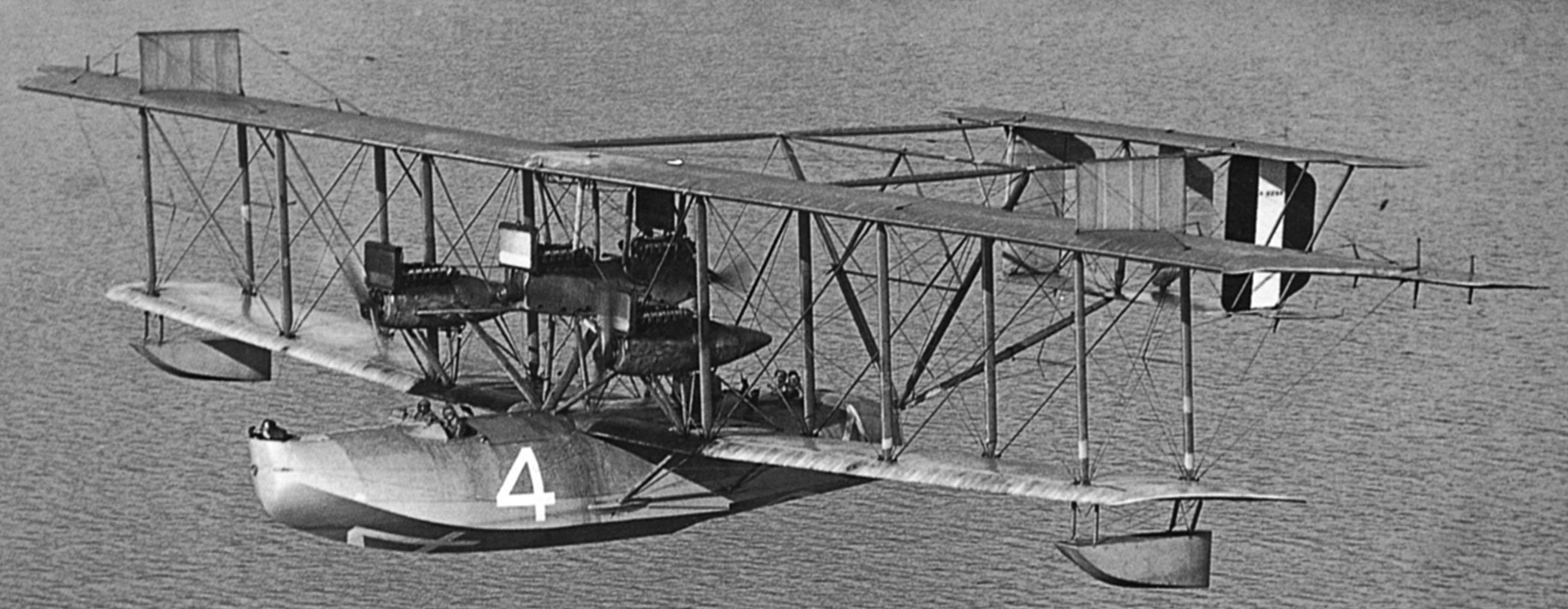
El Curtiss NC-4 en 1919.

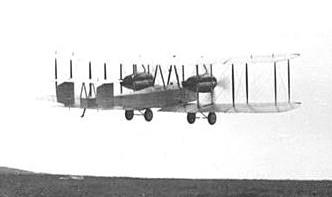
El Vickers Vimy de Alcock i Brown.

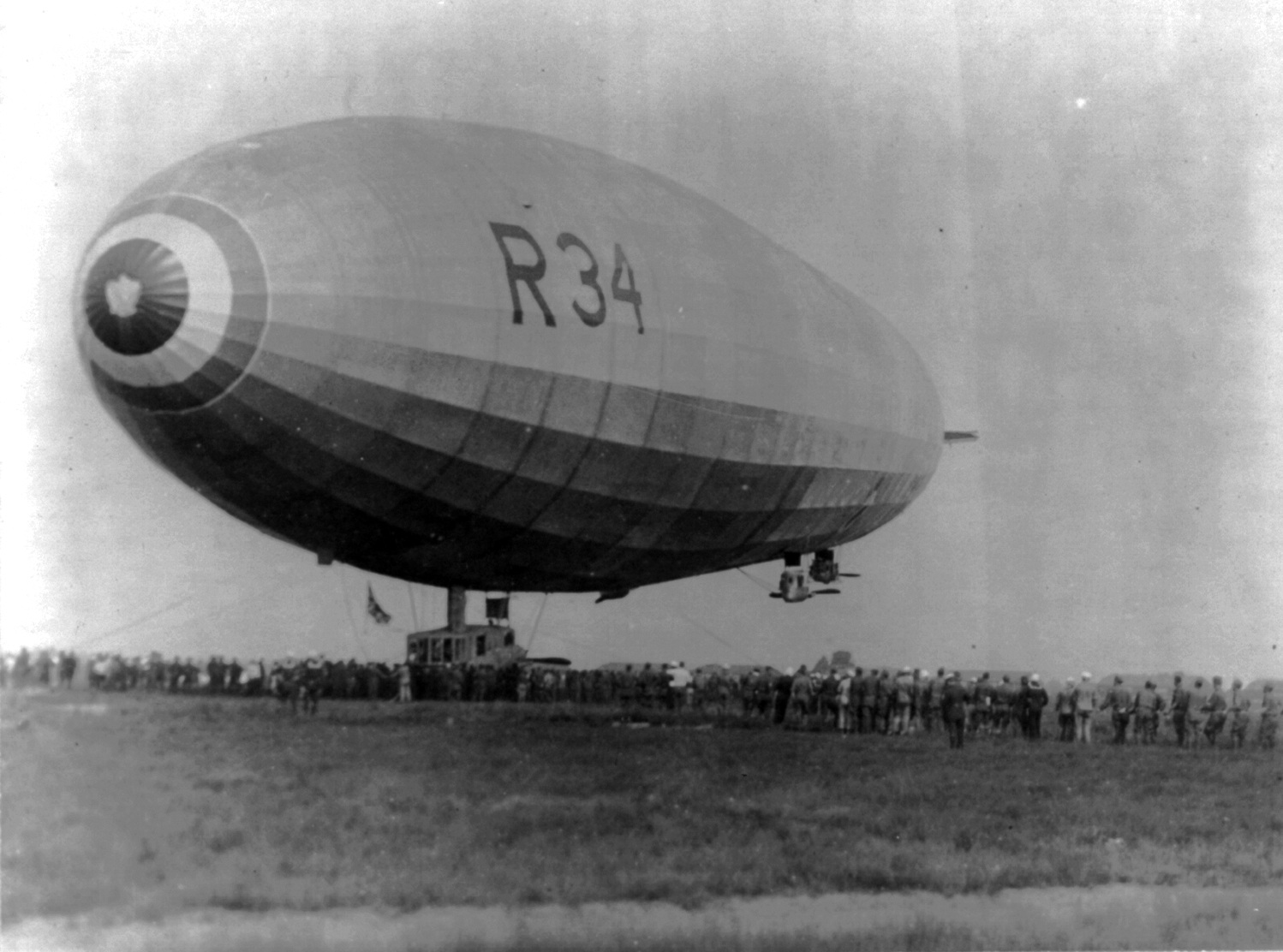
El R34 en Mineola al juliol de 1919.

Amb el progressiu desenvolupament dels globus aerostátics a partir del segle xviii i posteriorment dels dirigibles, la possibilitat de fer vols transatlàntics semblava més propera. Així per exemple, el 13 d'abril de 1844 el diari The Sun de Nova York va publicar com a notícia real l'anomenat The Balloon-Hoax descrivint el primer vol amb globus entre Europa i Amèrica. El text era un relat de ciència-ficció d'Edgar Allan Poe i els primers intents no es produirien fins a, gairebé, 75 anys després, quan, després del naixement de l'aviació a la dècada de 1900, es produeixen diversos vols pioners en el període d'entreguerres.

### Pioners
En tres mesos (maig, juny i juliol) de 1919 es van produir tres importants fites, en iniciar-se diversos intents de comunicar Europa i Amèrica a través de l'aire per la ruta atlàntica:
- Entre el 8 i el 31 de maig, l'hidroavió de l'U.S. Navy Curtiss NC-4, pilotat per Albert Read, va viatjar 7.284 km, des de Rockaway, Nova York, fins a Plymouth (Anglaterra), fent parades en Trepassey (Terranova), Faial i Ponta Delgada (ambdues a les illes Açores) i Lisboa (Portugal). El tram més llarg sense parades va ser des de Trepassey a Faial en les Açores, 1.900 km que va recórrer en 15h 18m, però a causa de les parades a cada escala, el viatge complet va durar 23 dies.
- Entre el 14 i el 15 de juny els britànics John William Alcock i Arthur Whitten Brown, van realitzar la primera travessia transatlàntica en un avió Vickers Vimy modificat. Van partir des de Nova Escòcia (Canadà), fins a Clifden (Irlanda). El vol va recórrer 3.630 km, i va durar aproximadament 16 hores i 12 minuts.[7]
- El dirigible R34 va fer el primer viatge d'anada i tornada sobre l'Atlàntic, comandat per George Scott.[8][9] El R34 va abandonar Norfolk, Regne Unit el 2 de juliol de 1919, arribant a Mineola, Long Island, EE.UU. el 6 de juliol, després d'un vol de 108 hores. El viatge de tornada es va produir del 10 al 13 de juliol, en 75 hores.

### Popularització
- 1922, 17 de juny: els portuguesos Gago Coutinho i Sacadura Cabral realitzen la primera travessia aèria de l'Atlàntic sud, emprant l'hidroavió Lusitania, un Fairey IIID Mk II modificat.[10]
- 1924:

- El 28 de setembre: un equip de 4 avions Douglas World Cruiser de les Forces Aèries de l'Exèrcit dels Estats Units realitzen amb èxit la primera circumnavegació aèria durant 175 dies, recorrent més de 42.000 quilòmetres.
- A l'octubre de 1924, el zeppelin ZR-3 (LZ-126), va viatjar des d'Alemanya fins a Nova Jersey pilotat per Hugo Eckener, en un vol de 6.400 km.

- El 10 de febrer de 1926 l'hidroavió espanyol Plus ultra, als comandaments de Ramón Franco i Julio Ruiz de Alda, va creuar l'Atlàntic Sud des de la localitat de Palos de la Frontera (Huelva, Espanya) fins a Buenos Aires (Argentina).[13]
- 1927:

- A l'abril es va produir un nou vol transatlàntic, pilotat pel brasiler João Ribeiro de Fangs, amb l'assistència de João Negrão (co-pilot), Newton Braga (navegant), i Basc Cinquini (mecànic), a bord del hidroavió Jahú. Els quatre aviadors van iniciar el seu viatge a Gènova, Itàlia, amb destinació a Sant Amaro (São Paulo), fent parades a Espanya, Gibraltar, Cap Verd i Fernando de Noronha.
- 21 de maig: Charles Lindbergh vola amb el seu avió, el Spirit of Saint Louis a través de l'Atlàntic sense parades en vol solitari de Nova York a París, recorrent més de 5.800 km, en 33 hores i mitja.
- El primer vol comercial de passatgers transatlàntic es va iniciar el 4 de juny; el passatger va ser Charles A. Levine. El pilot del seu vol va ser Clarence D. Chamberlin. El viatge es va produir a bord d'un Wright-Bellanca WB-2 modificat, des de Roosevelt Field, Nova York, fins a Eisleben, Alemanya.
- Entre el 29 de juny i l'1 de juliol, Richard Byrd i la seva tripulació van volar en un Fokker F.VIIa/3m des de Nova York fins a França.
- 14 d'octubre: els francesos Dieudonne Costos i Joseph Li Brix van realitzar la primera travessia aèria sense escales de l'Atlàntic sud, volant des de Saint Louis (Senegal) fins a Natal (Brasil) a bord d'un Breguet 19, en un vol que anava des de París fins a Buenos Aires.

- 1928:

- El 12-13 d'abril, Gunther von Huenfeld i Hermann Köhl (d'Alemanya) i James Fitzmaurice (d'Irlanda), van aconseguir volar a bord del seu Junkers W33 3.330 km, des de Baldonnell, prop de Dublín, Irlanda, fins a Labrador, en 36 hores i mitja.
- Al juny de 1928 Amelia Earhart es converteix en la primera dona a volar a través de l'Atlàntic, en un Fokker F.VII, al costat del pilot Wilmer Stultz i al mecànic Louis Gordon.
- A l'octubre, el Graf Zeppelin va realitzar el seu primer vol transatlàntic, de 9.926 km i 111 hores, des de Friedrichshafen (Alemanya) fins a Lakehurst (EUA), arribant a la costa nord-americana les 10 am, per Capi Charles, Virginia, el 15 d'octubre, passant sobre Washington, D. de C., a les 12:20 pm, Baltimore a la 1 pm, Filadèlfia a les 2:40 pm, Nova York a les 4 pm, i aterrant en la Lakehurst Naval Air Station a les 5:38 pm. Va emprendre el viatge de retorn el 29 d'octubre, arribant a Friedrichshafen l'1 de novembre.

- Entre l'1 i el 5 d'agost de 1929, Hugo Eckener, pilotant el LZ 127 Graf Zeppelin va creuar l'Atlàntic tres vegades, en diversos viatges al voltant del globus.[26]

### Consolidació
- 1932:

- S'inicia la primera línia regular aèria de transport de passatgers sobre l'Atlàntic, en viatges comercials d'Alemanya a Brasil, a bord del Graf Zeppelin.
- Exactament 5 anys després del seu anterior vol transatlàntic, el 20 de maig de 1932, Amelia Earhart va volar des de Harbour Grace, Terranova i Labrador, a Gran Bretanya, pilotant un Lockheed Vega. Es va convertir així en la primera dona a fer el viatge transatlàntic sola.

- Al juny de 1933 el vol del Cuatro Vientos uneix Espanya (Sevilla) amb Cuba (Camagüey), després de 39 hores i 55 minuts de vol i 7.895 km.
- Des de febrer de 1934 Deutsche Lufthansa va començar a operar una línia regular de correu aeri entre Rio Grande do Norte, i Banjul, Gàmbia, que continuava a través de les illes Canàries i Espanya fins a Stuttgart, Alemanya.[27]
- A partir de desembre de 1935, Air France explota també una línia regular de correu aeri transatlàntic.
- 1937:

- En finalitzar un vol de passatgers transatlàntic al maig de 1937 va ocórrer l'accident del LZ 129 Hindenburg, fet que va destruir la popularitat dels dirigibles.
- El 5 de juliol Harold Gray, de la companyia aèria Pan American va enlairar-se des de Botwood, Terranova, fins a Foynes, Irlanda, en un Sikorsky S-42, començant les proves per a una possible línia transatlàntica d'avions de passatgers.

- El 24 de juny de 1939 Pan American va inaugurar la primera línia regular transatlàntica d'avions de passatgers entre Nova York i Marsella, França, usant aparells Boeing 314.